# Regiunea Navoi
Navoi este o regiune  în  statul Uzbekistan. Reședința sa este orașul Navoi.